# Anita Forrer
Anita Forrer (Sankt Gallen, 14 april 1901 – Locarno, januari 1996) was een Zwitsers fotografe, grafologe en geheim agente. 

## Leven en werk
Forrer, dochter van de jurist en politicus Robert Forrer en Emmy Forrer-Corrodi, is vooral bekend geworden door haar werk als fotografe en door haar correspondentie met Rainer Maria Rilke. Nadat zij in november 1919 in haar woonplaats Sankt Gallen een literaire bijeenkomst met Rilke en de dichteres Regina Ullmann (1884-1961) had bijgewoond, schreef ze hem in januari 1920 een brief waarin ze getuigde van de diepe indruk die de avond op haar gemaakt had. Daarop ontspon zich een briefwisseling waarin Rilke zich opstelde als Forrers leraar en leidsman, die haar hielp "in de geometrie van het hart de afstanden en verhoudingen in de onafzienbare ruimte van het gevoel machtig te worden". Hij schonk haar een exemplaar van Les Fleurs du mal van Baudelaire en schreef op het voorblad zijn eigen gedicht Baudelaire. Forrer verklaarde later dat Rilkes brieven haar een geestelijke levensruimte hadden verschaft die bepalend was geweest voor haar verdere leven.
In Meilen, in het huis van Rilkes vriendin en mecenas Nanny Wunderly-Volkart (1878-1962), hadden Forrer en Rilke in oktober 1923 voor het eerst een persoonlijke ontmoeting, die stroef verliep doordat Forrer geremd was en Rilke geïrriteerd. Hun tweede ontmoeting vond plaats in Rilkes sterfjaar, op 21 augustus 1926 in Bad Ragaz. Zij verweet hem het verloop van de eerste ontmoeting, hij bleef afstandelijk. Kort na zijn dood kreeg ze haar brieven terug. In 1982 stemde ze in met uitgave van de totale wederzijdse correspondentie van 70 brieven.
Anita Forrer verliet Sankt Gallen, ging na haar studie werken in een Parijse kunsthandel en werd antiquair in Luzern. Ze was korte tijd getrouwd en ging daarna verre autoreizen maken, net als haar naaste vriendin, de schrijfster en fotografe Annemarie Schwarzenbach. Hun verhouding verbraken ze in 1939, maar de vriendschap bleef hecht tot aan de dood van Schwarzenbach in 1942. Forrer beheerde als executeur-testamentair de literaire en fotografische nalatenschap.
Ze vertrok richting de Verenigde Staten, naar haar zus Doris Emmy Forrer en zwager Arnold Wolfers (1892-1968), hoogleraar aan de Yale-universiteit. In de latere jaren van de Tweede Wereldoorlog werkte Forrer mee in het Red Cross Motor Corps, de hulporganisatie van vrouwelijke vrijwilligers die transporten verzorgde voor het Amerikaanse Rode Kruis. Later trad ze via Wolfers, die als wetenschapper een expert was in het inlichtingenwerk, in dienst van het Office of Strategic Services (OSS), de toenmalige Amerikaanse geheime dienst. Als spionne voerde ze riskante opdrachten uit in Zwitserland tijdens de Tweede Wereldoorlog.
Ze keerde in 1946 definitief terug naar Zwitserland en vestigde zich in het kanton Ticino in Brissago, later in de omgeving van Locarno. Ze was een gecertificeerd grafologe en hield zich bezig met oosterse filosofie. De zomers bracht ze door in het Engadin in Sils-Baselgia, het dorp waar Schwarzenbach geleefd had en gestorven was. Forrer bezat daar een perceel dat ze in 1961 ter beschikking stelde voor de bouw van een openbare bibliotheek, de Biblioteca Engiadinaisa. Zelf bewoonde ze 's zomers de bovenverdieping.
Tot op hoge leeftijd bleef ze autorijden in opvallende cabriolets. Ze overleed in 1996 op 94-jarige leeftijd.

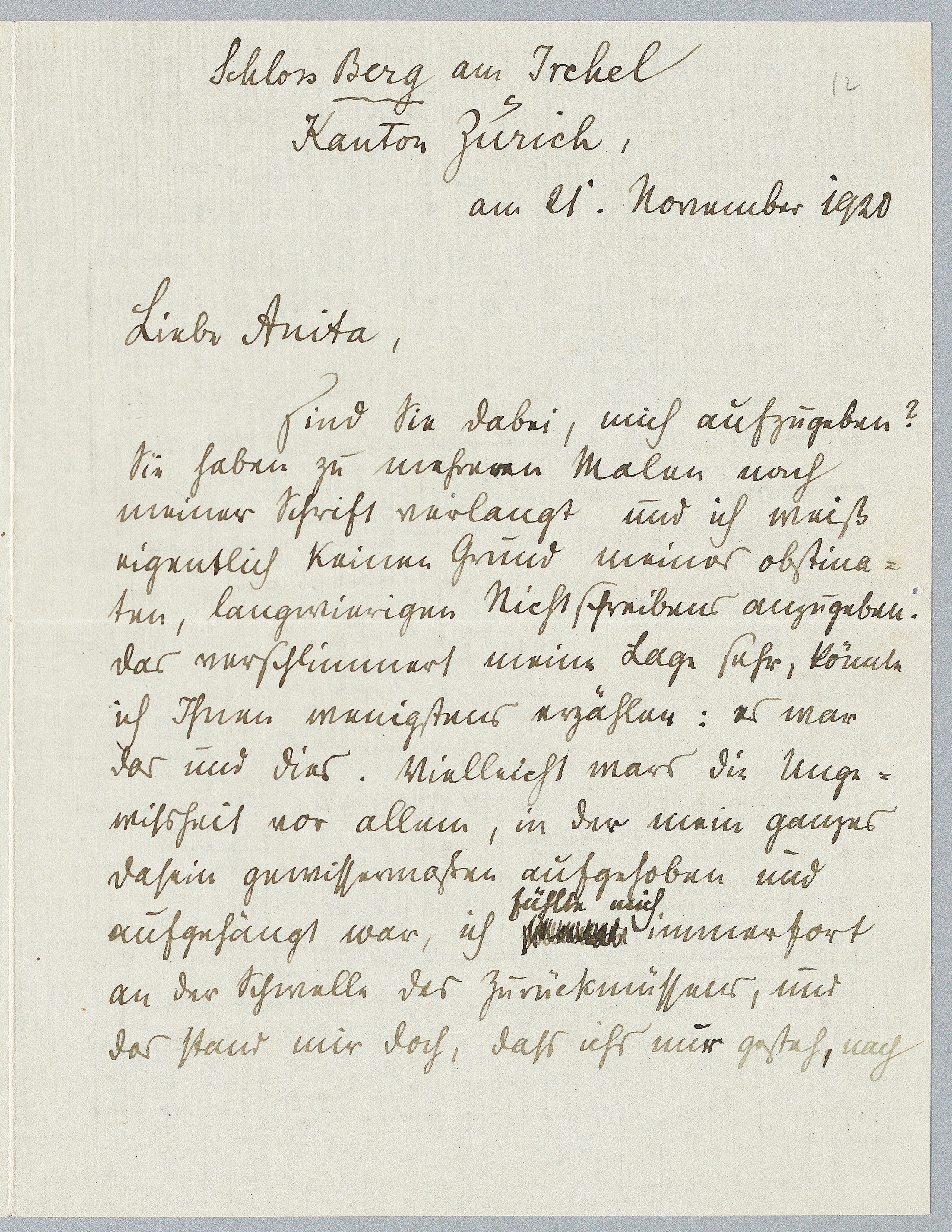
Brief van Rilke aan Forrer (1920)
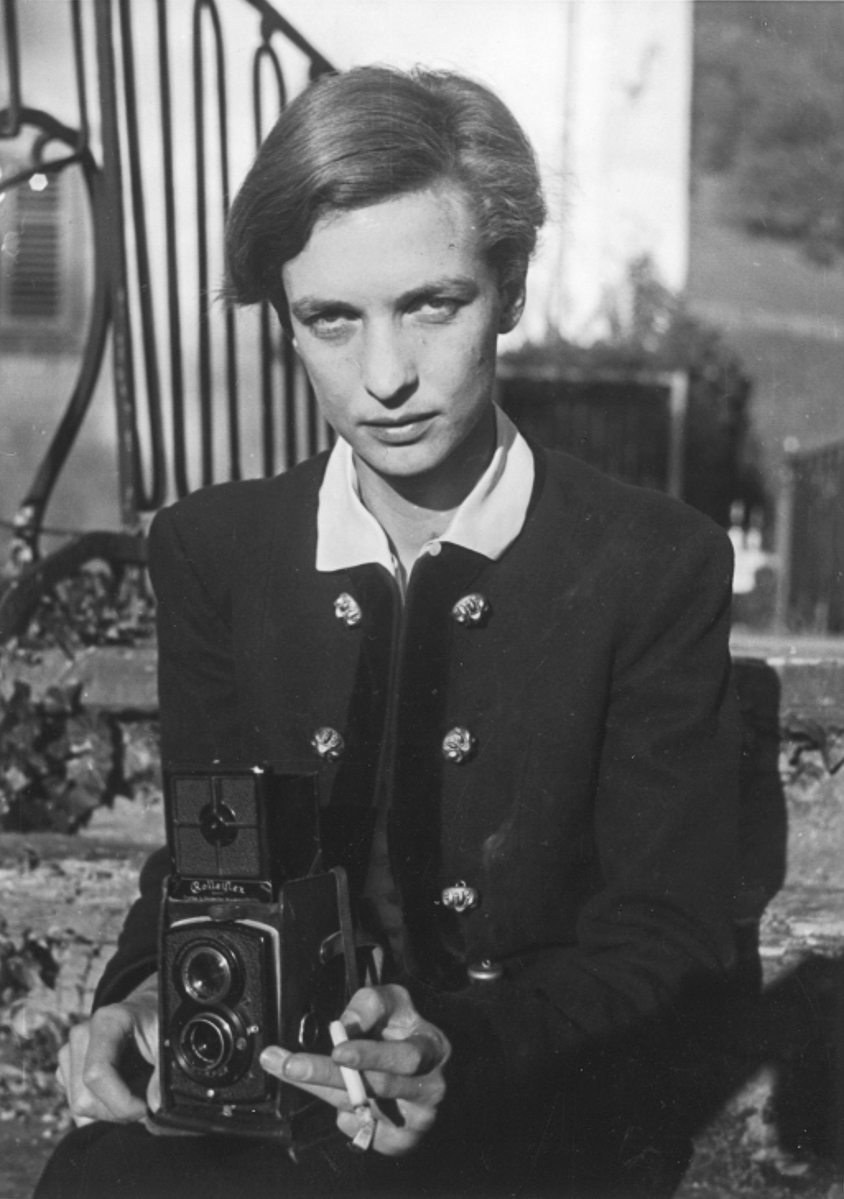
Foto van Annemarie Schwarzenbach door Anita Forrer

## Publicaties
- Briefwechsel Rainer Maria Rilke – Anita Forrer. bezorgd door Magda Kerényi. Frankfurt am Main, Insel Verlag, 1982. ISBN 345804888X

- Gemeinsame Normdatei: 118534386
- Virtual International Authority File: 228373750